# No Mercy (2016)
No Mercy (2016) było gala wrestlingu, zorganizowaną przez brand SmackDown federacji WWE. Odbyła się 9 października 2016 w Golden 1 Center w Sacramento w Kalifornii. Była to dwunasta i pierwsza od 2008 gala z cyklu WWE No Mercy.

## Produkcja

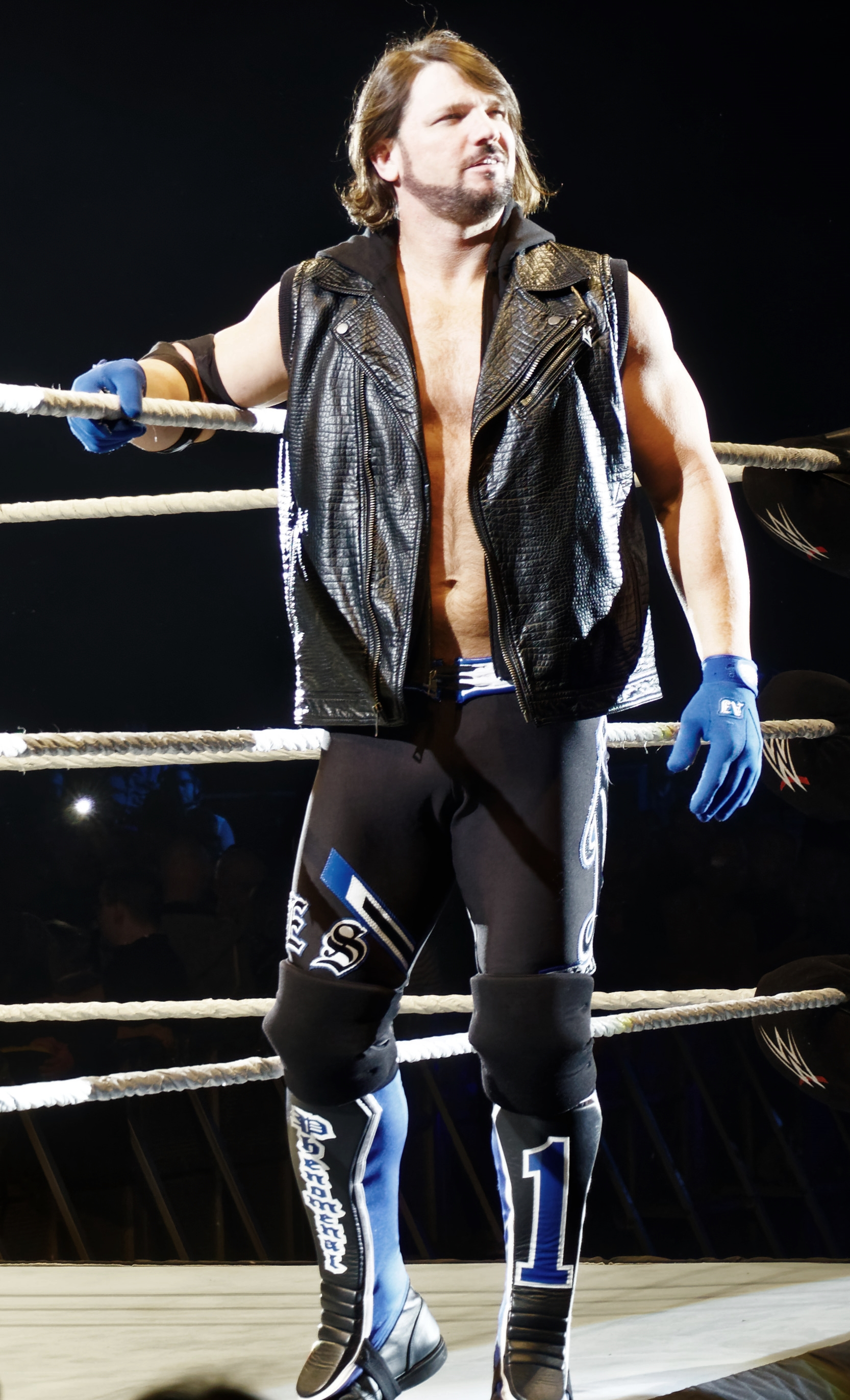
AJ Styles obronił WWE World Championship w openerze No Mercy.

No Mercy oferowało walki profesjonalnego profesjonalnego wrestlingu z udziałem różnych wrestlerów z istniejących oskryptowanych rywalizacji i storyline’ów, które są kreowane na tygodniówce WWE, SmackDown Live. Wrestlerzy są przedstawieni jako heele (negatywni, źli zawodnicy i najczęściej wrogowie publiki) i face’owie (pozytywni, dobrzy i najczęściej ulubieńcy publiki), którzy rywalizują pomiędzy sobą w seriach walk mających budować napięcie. Kulminacją rywalizacji jest walka wrestlerska lub ich seria.

### Rywalizacje

#### AJ Styles vs. Dean Ambrose vs. John Cena
Na SummerSlam AJ Styles pokonał Johna Cenę, a na Backlash zdobył WWE World Championship w walce z Deanem Ambrosem. Dwa dni po Backlash Cena zaczął domagać się rewanżu i szansy na zdobycie mistrzostwa. Również Ambrose postanowił wykorzystać swoje prawo do rewanżu, co doprowadziło do konfliktu między zawodnikami i ogłoszenia trzyosobowego Triple Threat matchu o WWE World Championship na No Mercy. Tej samej nocy Cena i Ambrose pokonali AJ'a Stylesa i The Miza w starciu drużynowym. Po walce Ambrose zaatakował Cenę, a tydzień później pokonał go w pojedynku singlowym. Styles zaatakował obydwu rywali, na co zareagował Generalny Menedżer SmackDown Daniel Bryan, bookując starcie między Stylesem a Ambrosem na następny odcinek niebieskiej tygodniówki. 27 września Styles obronił tytuł w walce z Ambrosem dzięki interwencji Johna Ceny. Na ostatnim odcinku SmackDown przed No Mercy wszyscy trzej uczestnicy walki wieczoru gali wdali się w bójkę, z której zwycięsko wyszedł Dean Ambrose.

#### Becky Lynch vs. Alexa Bliss
Na Backlash Becky Lynch pokonała Alexę Bliss, Carmellę, Naomi, Natalyę i Nikki Bellę w Six-Pack Elimination Challenge'u, stając się pierwszą posiadaczką WWE SmackDown Women’s Championship. 13 września Alexa Bliss pokonała pozostałe cztery uczestniczki walki na Backlash, zyskując miano pretendenckie do mistrzostwa kobiet. Do konfrontacji między Bliss i Lynch doszło tydzień później, podczas podpisywania kontraktu na walkę. 4 października Bliss i Carmella pokonały Lynch i Nikki Bellę w starciu drużynowym.

#### Heath Slater i Rhyno vs. The Usos
Również na Backlash Heath Slater i Rhyno pokonali The Usos w finale turnieju o WWE SmackDown Tag Team Championship. 20 września The Usos pokonali American Alpha w walce o miana pretendenckie do mistrzostwa drużynowego.

#### The Miz vs. Dolph Ziggler
Na Backlash The Miz pokonał Dolpha Zigglera w walce o WWE Intercontinental Championship dzięki interwencji Maryse. Dwa tygodnie później Miz ponownie nieczysto pokonał Zigglera. Ziggler zdecydował się postawić swoją karierę na szali w zamian za kolejną szansę na zdobycie mistrzostwa. Miz przyjął wyzwanie, a 4 października przedstawił film obrazujący upokarzające momenty kariery Zigglera, w tym z czasów, kiedy był członkiem The Spirit Squadu. Miz zaprosił do ringu dwóch byłych członków frakcji, którzy wpierw wydrwili Zigglera, a następnie zaatakowali go. Mimo przewagi liczebnej przeciwników Ziggler zdołał wyjść zwycięsko z bójki.

#### Bray Wyatt vs. Randy Orton
Również na Backlash Bray Wyatt zaatakował Randy’ego Ortona za kulisami przed walką. Orton nie był w stanie walczyć, toteż zmuszony został oddać starcie walkowerem. W następnych tygodniach rywale prowokowali się nawzajem, co spowodowało ogłoszenie ich walki na No Mercy.

#### Carmella vs. Nikki Bella
23 sierpnia Carmella zaatakowała Nikki Bellę przed ich walką oraz podczas show Talking Smack. Bella ponownie stała się ofiarą Carmelli podczas odcinka SmackDown z 4 października. Wkrótce ogłoszono, że rywalki zmierzą się ze sobą na No Mercy.

#### Jack Swagger vs. Baron Corbin
13 września przenoszący się z Raw do SmackDown Jack Swagger skonfrontował się z Baronem Corbinem. 4 października Swagger nieczysto pokonał Corbina, wskutek czego ogłoszono, że walka rewanżowa pomiędzy zawodnikami odbędzie się w pre-showie No Mercy.

## Lista walk

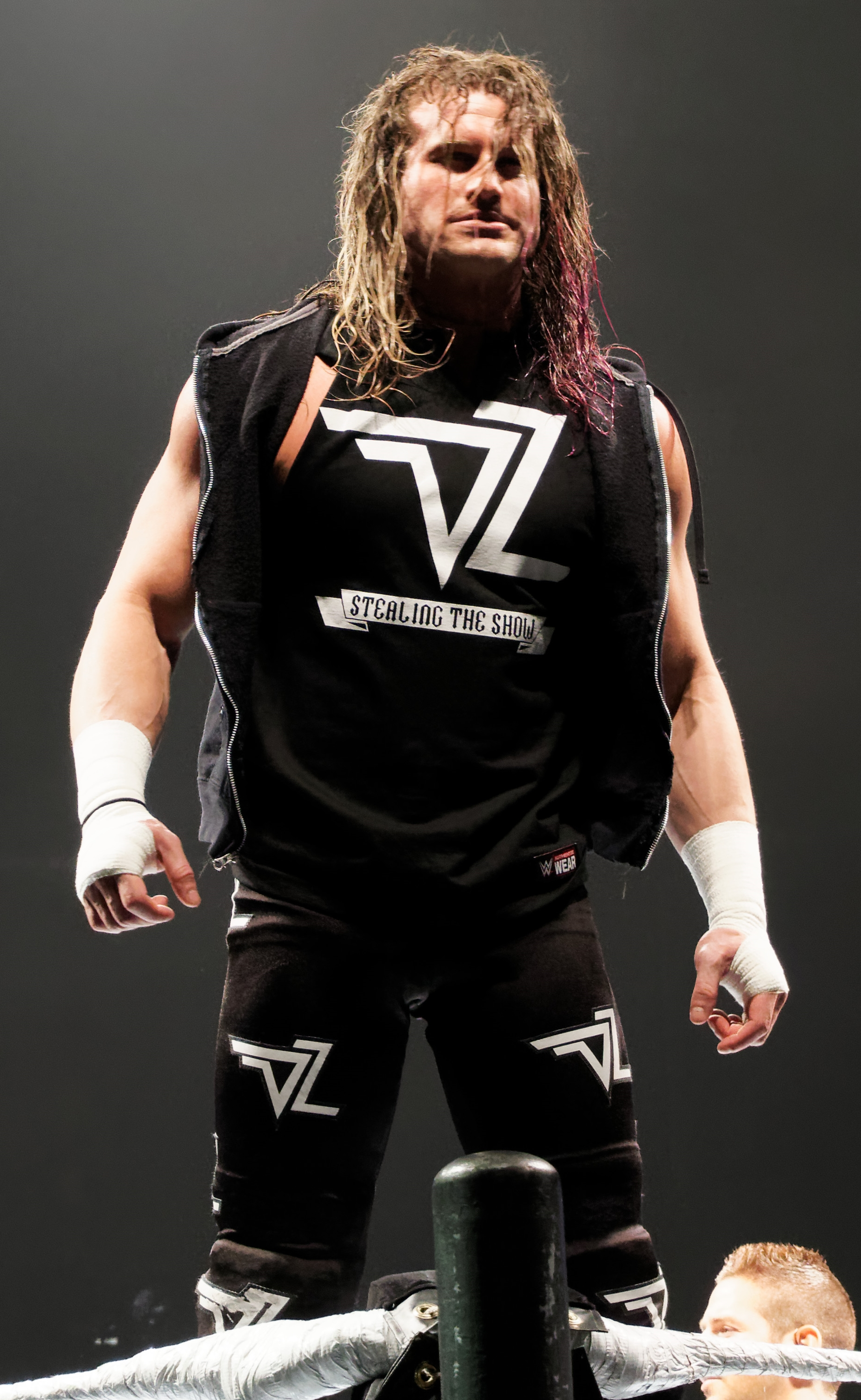
Dolph Ziggler – zwycięzca walki o WWE Intercontinental Championship.

| Nr                                                                   | Wyniki | Stypulacje                                                                                                  |
| -------------------------------------------------------------------- | --- | --- |
| 1P                                                                   | American Alpha (Chad Gable i Jason Jordan) i The Hype Bros (Zack Ryder i Mojo Rawley) pokonali The Vaudevillains (Aidena Englisha i Simona Gotcha) i The Ascension (Konnora i Viktora) | Tag Team match                                                                                              |
| 2                                                                    | AJ Styles (c) pokonał Deana Ambrose'a i Johna Cenę | Triple Threat match o WWE World Championship                                                                |
| 3                                                                    | Nikki Bella pokonała Carmellę | Singles match                                                                                               |
| 4                                                                    | Heath Slater i Rhyno (c) pokonali The Usos (Jimmy i Jey Uso) | Tag Team match o WWE SmackDown Tag Team Championship                                                        |
| 5                                                                    | Baron Corbin pokonał Jacka Swaggera | Singles match                                                                                               |
| 6                                                                    | Naomi pokonała Alexę Bliss | Singles match                                                                                               |
| 7                                                                    | Dolph Ziggler pokonał The Miza (c) (z Maryse) | Singles match o WWE Intercontinental Championship Jeśli Ziggler przegra, będzie musiał odejść na emeryturę. |
| 8                                                                    | Bray Wyatt pokonał Randy’ego Ortona | Singles match                                                                                               |
| (c) – mistrz/mistrzyni przed walkąP – walka miała miejsce w pre-show | | |